# Seeländer (Möbel)
Bei dem Seeländer handelt es sich um einen Sekretär, bei dem die Schreibfläche nicht mit einer Klappe, sondern mit einer zylinderförmigen Abdeckung verschlossen wird. Über der eigentlichen Schreibfläche befindet sich meist eine Reihe von kleinen Schubladen und Fächern, die oftmals kunstvoll furniert und verarbeitet sind. Eine beliebte Besonderheit der Zeit waren auch sogenannte „Geheimfächer“, das heißt nicht leicht zu entdeckende Fächer, Schubladen oder Ähnliches.
Vor allem in der 1. Hälfte des 19. Jahrhunderts waren diese Möbelstücke in Norddeutschland weit verbreitet, insbesondere in Schleswig-Holstein. Der Name Seeländer bedeutet nicht, was eigentlich naheläge, dass diese Möbelform von der dänischen Insel Seeland herrührt, sondern er ist eine Verballhornung des Wortes Zylinder(-Sekretär). 
Zahlreiche Sekretäre überdauerten die Zeit nur deshalb, weil sie sich wegen ihrer zahlreichen Fächer als Werkstatt- und Werkzeugschränke eigneten. Heute sind sie recht beliebte und daher gesuchte Antiquitäten, wenngleich auch die Preise in den letzten Jahren deutlich zurückgegangen sind.